# Rapanea coxii
Rapanea coxii là một loài thực vật có hoa trong họ Anh thảo. Loài này được (Cockayne) W.R.B. Oliv. miêu tả khoa học đầu tiên năm 1951.